# Mary Otto
Mary Otto é uma jornalista médica americana que lidera sobre Odontologia da Association of Health Care Journalists. É também autora do livro Teeth: The Story of Beauty, Inequality e the Struggle for Oral Health in America, publicado em 2017 pela New Press. Ela trabalhou anteriormente no Washington Post por oito anos, onde produziu relatos sobre saúde e pobreza. Ela começou a reportar sobre saúde oral em 2007, enquanto trabalhava no Post. Ela foi Knight Science Journalism Fellow de 2009 a 2010 e recebeu o prémio Gies da American Dental Education Association em 2010. Em 2019, ela recebeu o prémio Art of Healing da Cambridge Health Alliance.